# Colobothea appendiculata
Colobothea appendiculata är en skalbaggsart som beskrevs av Aurivillius 1902. Colobothea appendiculata ingår i släktet Colobothea och familjen långhorningar. Inga underarter finns listade i Catalogue of Life.